# Slant Six Games
Slant Six Games var en kanadensisk datorspelsutvecklare med bas i Vancouver i British Columbia. Företaget grundades 2005 och var utvecklaren för ett par spel av Zipper Interactives berömda spelserie SOCOM: US Navy SEALs. Företaget skapade tre SOCOM-spel publicerade av Sony Computer Entertainment: SOCOM: Tactical Strike och SOCOM: Fireteam Bravo 3 för Playstation Portable samt SOCOM: Confrontation för Playstation 3, samt Resident Evil: Operation Raccoon City, som publicerades av Capcom för Playstation 3, Xbox 360 och Microsoft Windows i mars 2012. Företaget upplöstes 2013.

## Spel
| Speltitel                                    | Datum             | Format                                     |
| -------------------------------------------- | ----------------- | ------------------------------------------ |
| SOCOM: Tactical Strike                       | 2007              | Playstation Portable                       |
| SOCOM: Confrontation                         | 2008              | Playstation 3                              |
| SOCOM: Fireteam Bravo 3                      | 2010              | Playstation Portable                       |
| Resident Evil: Operation Raccoon City        | 2012              | Xbox 360, Playstation 3, Microsoft Windows |
| The Bowling Dead                             | 24 november, 2012 | iOS                                        |
| Galactic Reign                               | 13 mars 2013      | Windows Phone, Windows 8                   |
| Max's Pirate Planet - A Board Game Adventure | 25 april 2013     | iOS, Android, Kindle Fire                  |